# 母其弥雅
 母其弥雅（1987年5月24日—），姓母，云南楚雄人，中国大陆瑜伽教练、影视演员。

## 生平
1987年5月24日，母其弥雅出生于云南省楚雄彝族自治州，母其弥雅的母亲是彝族，父亲是汉族。
17岁时，母其弥雅开始修练瑜伽。后来又学习舞蹈和跆拳道。
2010年，腾讯名车美人活动，使得原本默默无名的母其弥雅一下子红火起来。
2011年2月，母其弥雅前往马尔代夫教授瑜伽。

## 作品

### 電影
| 上映年份 | 片名                         | 角色     | 备注 |
| 2014     | 《密道追蹤之陰兵虎符》       | 嫣兒     |      |
| 2016     | 《西游记之孙悟空三打白骨精》 | 箭猪精   |      |
| 2017     | 《功夫瑜伽》                 | 諾敏     |      |
| 2018     | 《黃飛鴻之怒海雄風》         | 川岛雪姬 |      |
| 2018     | 《冥王星时刻》               | 高丽     |      |
| 2020     | 《急先鋒》                   | 彌雅     |      |
| 2022     | 《我是女特警》               | 盛楠     |      |

### 電視劇
| 上映年份 | 片名                   | 角色   | 备注 |
| 2017     | 《天淚傳奇之鳳凰無雙》 | 季柔桑 |      |
| 2018     | 《绝地勘宝师》         | 苏色桃 |      |

### 综艺
| 年份 | 名字           | 角色   | 备注 |
| 2017 | 《王牌对王牌》 | 她自己 |      |

## 著作
- . 江苏省南京市: 江苏科学技术出版社. 2016. ISBN 9787553771656.
- . 河南省郑州市: 河南文艺出版社. 2012. ISBN 9787807656739.

## 外部連結
- 母其弥雅的Instagram帳戶
- 母其弥雅在互联网电影资料库（IMDb）上的資料（英文）
- 母其弥雅在豆瓣上的资料（简体中文）